# Carmarthen Quins
Der Carmarthen Quins Rugby Football Club ist ein Rugby-Union-Verein, der in der Welsh Premier Division spielt. Die Heimspiele werden im Carmarthen Park ausgetragen.

## Geschichte
Der Verein wurde 1875 gegründet. Es gingen bislang 17 Nationalspieler aus ihm hervor. In der Saison 2005/06 stieg er letztmals aus der Welsh Premier Division ab, ist seit 2009 aber wieder in der höchsten walisischen Spielklasse. Der Verein stellt seit dem Jahr 2003 Spieler für die Scarlets ab, die in der Magners League gegen irische und schottische Mannschaften spielen.

## Erfolge
- Aufstieg in die Welsh Premier Division 2009

## Bekannte ehemalige Spieler
- Paul Arnold
- Mefin Davies
- Ieuan Evans
- Jonathan Griffiths
- Alec Jenkins
- Stephen Jones
- Sililo Martens (Tonga)
- Mike Phillips
- Delme Thomas